# Área metropolitana de Oxnard-Thousand Oaks-Ventura
El Área Estadística Metropolitana de Oxnard-Thousand Oaks-Ventura, CA MSA como la denomina oficialmente la Oficina de Administración y Presupuesto, o simplemente Área del condado de Ventura, como se la denomina comúnmente, es un Área Estadística Metropolitana que solo abarca dicho condado, en el estado estadounidense de California. El área metropolitana tiene una población de 823.318 habitantes  según el Censo de 2010, convirtiéndola en la 63.º área metropolitana más poblada de los Estados Unidos.

## Principales comunidades del área metropolitana
Ciudades principales
- Oxnard
- Thousand Oaks
- Ventura
- Simi Valley

Otras comunidades importantes
- Camarillo
- Moorpark
- Port Hueneme
- Santa Paula
- Fillmore
- Carpintería
- Westlake Village
- Agoura Hills

## Área Estadística Metropolitana Combinada
El área metropolitana de Oxnard-Thousand Oaks-Ventura es parte del Área Estadística Metropolitana Combinada de Los Ángeles-Long Beach-Riverside, CA CSA, junto con:
- El Área Estadística Metropolitana de Los Angeles-Long Beach-Santa Ana, CA MSA; y
- El Área Estadística Metropolitana de Riverside-San Bernardino-Ontario, CA MSA